# Courage C30

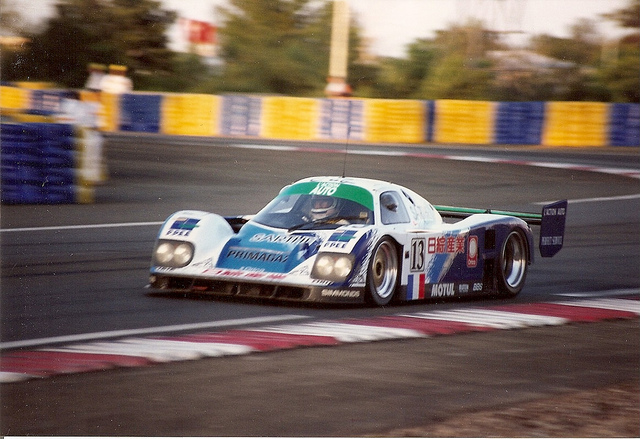
Der Courage C30 von Pierre Yver, Jean-Louis Ricci und Jean-François Yvon beim 24-Stunden-Rennen von Le Mans 1993

Der Courage C30 war ein Sportwagen-Prototyp aus dem Jahre 1993.

## Entwicklungsgeschichte und Technik
Der C30 war der erste Courage-Sportwagen, der den Namen von Yves Courage trug. Bis 1993 liefen seine Sportwagen unter der Typenbezeichnung Cougar. In Ermangelung einer Meisterschaft wurden die C30 in erster Linie für das 24-Stunden-Rennen von Le Mans gebaut. 
Wie bei den Cougar-Rennwagen vertraute Courage auch beim C30 auf Porsche-Technik. Der Wagen ging in der kleinen Le-Mans-Prototypen-Klasse, der C2-Klasse, an den Start. Als Motor kam im geschlossenen Rennwagen der 3-Liter-Porsche 935-Turbo-Motor zum Einsatz. Auch das Getriebe wurde von Porsche geliefert. Das Chassis wurde vom Porsche 962 übernommen, von Courage jedoch umgebaut und aerodynamisch verändert. Im Unterschied zu den meisten Le-Mans-Startern, die Michelin oder Dunlop-Reifen verwendeten, vertraute Courage auf Rennreifen von Goodyear.

## Renngeschichte
Zu seinen Stammfahrern verpflichtete Yves Courage den fünffachen Le-Mans-Sieger Derek Bell und den Franzosen Pascal Fabre. Im Rennen hatten die C30 keine Chance auf den erhofften Klassensieg. Dieser ging an die Toyota-93C-Mannschaft mit Roland Ratzenberger, Mauro Martini und Naoki Nagasaka am Steuer, die in der Gesamtwertung den fünften Rang erreichten. Der Gesamtsieg ging an den Peugeot 905 von Éric Hélary, Christophe Bouchut und Geoff Brabham.
Die beiden C30 kamen auf den Rängen zehn und elf der Gesamtwertung ins Ziel und belegten in der C2-Klasse die Ränge fünf und sechs.

## Ergebnisse
| Jahr | Veranstaltung | Nr. | Team                | Fahrer 1         | Fahrer 2         | Fahrer 3           | Ergebnis       |
| ---- | ------------- | --- | ------------------- | ---------------- | ---------------- | ------------------ | -------------- |
| 1993 | Le Mans       | 12  | Courage Compétition | Tomiko Yoshikawa | Carlos Moran     | Alessandro Gini    | Ausfall/Unfall |
| 1993 | Le Mans       | 13  | Courage Compétition | Pierre Yver      | Jean-Louis Ricci | Jean-François Yvon | Rang 11        |
| 1993 | Le Mans       | 14  | Courage Compétition | Derek Bell       | Lionel Robert    | Pascal Fabre       | Rang 10        |